# Império Pandia
O Império Pandia ou Dinastia Pandia (ou Pandya ou Pandiya; em tâmil: பாண்டிய நாடு) foi uma das três antigas dinastias tâmis, sendo as outras duas a Chola e a Chera. Os monarcas das três dinastias formavam um triunvirato denominado Três Reis Coroados.[carece de fontes?] A dinastia governou partes da Índia do Sul entre pelo menos o século IV a.C. e o século XVI d.C. A data de fundação é incerta — a literatura Sangam (literatura tâmil clássica) menciona uma dinastia Pandia primitiva que já existia no final do século VI a.C.;[carece de fontes?] no século IV a.C. os pandia são mencionados por autores gregos.
A capital inicial foi Korkai, um porto marítimo no extremo sul da península indiana, posteriormente transferida para Madurai. Estando inclusivamente representado na sua bandeira, os pandia eram peritos na gestão dos recursos hídricos, agricultura, pesca e comércio marítimo,[carece de fontes?] cujos contactos comerciais se estendiam até ao Império Romano.